# شهربانو
شهربانو او شاه زناه أو شهربانويه بنت يزدجرد الثالث الساسانية، اسم لشخصية وردت في روايات لبعض الشيعة المتأخرين. قيل أنها أميرة فارسية، وابنة آخر أكاسرة الفرس يزدجرد بن أنوشروان. زعم في تلك الروايات أن الحسين بن علي تزوجها وأنجبت له علي زين العابدين، وبناء على ذلك نسب إليه أنه قال: «أنا ابن الخيرتين»، حيث نسب للرسول محمد أنه قال: «للّه تعالى من عباده خيرتان، فخيرته من العرب هاشم ومن العجم فارس». وفقًا لدهخدا، أظهرت الأبحاث أن يزدجرد لم يكن لديه بنت تدعى شهربانو، وأشار أمير معزي في الموسوعة الإيرانية إلى أن أيّا من المؤرخين القدماء الذين تطرقوا إلى الفتح الإسلامي لفارس ومصير عائلة الساسانيين لم يذكر أي شي عن بنات يزدجرد أو زواج الحسين بن علي من إحدى بناته. إضافة إلى ذلك، في القرن الثالث للهجرة، عرف محمد بن سعد البغدادي وأبو محمد بن قتيبة الدينوري (مؤرخ فارسي) أم علي زين العابدين بأنها امرأة من السند. وقصة شهربانو مأخوذة من ربيع الأبرار للزمخشري وقابوس نامه، وهما من مؤلفات القرن الخامس للهجرة.
رد كل من علي شريعتي ومرتضي المطهري وجعفر شهيدي روايات زواج الحسين من إحدى بنات يزدجرد واعتبروها من الأحاديث الموضوعة وغير الصحيحة، ومن المندسات في كتب الشيعة.

## اسمها ونسبها
فيما يتعلق بهوية أبيها واسمه اختلف المؤرخون، ويعتقد بعض الشيعة أنها ابنة يزدجرد آخر ملوك الفرس في العهد الساساني. وتبنى هذا الرأي كل من النوبختي، الأشعري القمي، حسن بن محمد القمي، ابن أبي الثلج البغدادي، ابن حيون وخليفة بن الخياط في القرن الثالث، والكليني والمفيد والصدوق في القرن الرابع والطوسي في الخامس. وقيل إنها ابنة السنجان ملك فارس. وقيل: هي بَـرَّة بنت النوشجان.
وردت لها عدة أسماء بالفارسية، منها: شهربانويه، شهرناز، شاه زنان، جهانشاه، جهان بانو.

## روايات أسرها
في مصادر الشيعة الاثنا عشرية، يروى أنه في عهد عمر بن الخطاب وأثناء معارك فتح بلاد الفرس (إيران حاليا)، أُسرت وسُبيت الأميرة شهربانو بنت يزدجرد ابنة كسرى الفرس، وأُرسلت مع من أرسل إلى عمر بن الخطاب، وتطلع الناس إليها وظنوا أنها تعطى وتنفل إلى ابن أمير المؤمنين الذي قاتل تحت لواء رسول الله في غزوات عديدة، لأنه هو الذي كان لها كفوا، ولكن عمر لم يخصها لنفسه ولا لابنه ولا لأحد من أهل بيته، بل رجح أهل بيت النبوة فأعطاها للإمام الحسين.
- ذكر النسابة ابن عنبة: (إن اسمها شهربانو قيل: نهبت في فسخ المدائن فنفلها عمر بن الخطاب من الحسين ).[13]
- ذكر الكليني في كتابه الكافي في الأصول عن محمد الباقر أنه قال:

(لما قدمت بنت يزدجرد على عمر أشرف لها عذارى المدينة، وأشرق المسجد بضوئها لما دخلته، فلما نظر إليها عمر غطت وجهها وقالت: أف بيروج باداهرمز، فقال عمر: أتشتمنى هذه وهمّ بها، فقال له أمير المؤمنين عليه السلام: ليس ذلك لك، خيرها رجلًا من المسلمين وأحسبها بفيئه \، فخيرها فجاءت حتى وضعت يدها على رأس الحسين عليه السلام، فقال لها أمير المؤمنين: ما اسمك؟ فقالت: جهان شاه، فقال لها أمير المؤمنين: بل شهربانويه، ثم قال للحسين: 
يا أبا عبد الله ! لتلدن لك منها خير أهل الأرض، فولدت على بن الحسين عليه السلام، وكان يقال لعلي بن الحسين عليه السلام: ابن الخيرتين، فخيرة الله من العرب هاشم ومن العجم فارس.
المجلسي ذكر تلك القصة أعلاه في كتابه «جلاء العيون» 
ولكنه صحح الروايات التي جاء بها المفيد وابن بابويه بأن شهربانو لم تكن سُبيت في عهد علي كما ذكره المفيد ولا في عهد عثمان كما ذكره ابن بابويه القمي، بل كانت من سبايا عمر كما رواه القطب الراوندي 
ثم يقر بعد ذلك بأن قاسم بن محمد بن أبي بكر الصديق رضي الله عنه وزين العابدين بن الحسين بن علي رضي الله عنهم هما ابنا خالة. 
[«جلاء العيون» ص673، 674].

## روايات زواجها
لمّا ورد سبي الفرس إلى المدينة أراد عمر بن الخطّاب بيع النساء، وأن يجعل الرجال عبيدًا، فقال علي بن أبي طالب: إنّ رسول الله قال: أكرموا كريم كلّ قوم. فقال عمر: قد سمعته يقول: إذا أتاكم كريم قوم فأكرموه وإن خالفكم. فقال له علي بن أبي طالب: هؤلاء قوم قد ألقوا إليكم السلم ورغبوا في الإسلام، ولا بدّ أن يكون لي فيهم ذرّية، وأنا أُشهد الله وأُشهدكم أنّي قد أعتقت نصيبي منهم لوجه الله... فقال عمر: قد وهبت لله ولك يا أبا الحسن ما يخصّني وسائر ما لم يوهب لك. فقال أمير المؤمنين: اللّهمّ اشهد على ما قالوه وعلى عتقي إيّأهم.فرغب جماعة من قريش في أن يستنكحوا النساء، فقال علي بن أبي طالب: هنّ لا يُكرهنَ على ذلك، ولكن يخيّرنَ ما اخترنه عُمل به.
فأشار جماعة إلى شهربانو بنت كسرى فخُيّرت وخوطبت من وراء الحجاب والجمع حضور، فقيل لها: مَنْ تختارين من خطّابك، وهل أنت ممّن تريدين بعلًا؟ فسكتت.
فقال أمير المؤمنين: قد أرادت وبقي الاختيار.
وبعدها أومأت بيدها واختارت الحسين بن علي، فأُعيد القول عليها في التخيير، فأشارت بيدها وقالت: هذا إن كنت مخيّرة. وجعلت علي بن أبي طالب وليّها، وتكلّم حذيفة بالخطبة...
فتزوّجها الحسين، وأنجبت له زين العابدين، وقد أنشأ أبو الأسود الدؤلي في وصف زين العابدين قوله:
وإنّ غلامًا بَيْنَ كِسرى وهاشمٍ ****لأَكْرَمُ من نِيطَتْ عَلَيْهِ التَّمَائِمُ.
يروى في كتاب بحار الأنوار للمجلسي أن شهربانو قالت إن قصة اختيارها للحسين بن علي زوجًا لها، بأنّها رأت في النوم قبل ورود عسكر المسلمين، أن النبي محمد صلى الله عليه وسلم دخل دارها مع الحسين وخطبه له وزوجه منه، تقول: لمّا أصبحت كان ذلك يؤثر في قلبي وماكان لي خاطر غير هذا، فلمّا كان في الليلة الثانية رأيت فاطمة بنت محمد صلى الله عليه وسلم قد أتتني وعرضت علي الإسلام فأسلمت ثم قالت إن الغلبة تكون للمسلمين وإنّك تصلين عن قريب إلى ابني الحسين سالمة لايصيبك بسوء أحد، قالت: وكان من الحال أني خرجت إلى المدينة مامس يدي إنسان.

## وفاتها
توفّيت شهربانو في الخامس من شعبان من سنة 38 هـ في المدينة المنوّرة، وذلك في نفاسها، أي حين ولادتها لزين العابدين.